# Martin H. Greenberg
Martin Harry Greenberg (South Beach, 1º marzo 1941 – Green Bay, 25 giugno 2011) è stato un curatore editoriale e antologista di narrativa fantastica statunitense.
Nel complesso, ha curato 1 298 antologie e ha commissionato oltre 8 200 racconti originali.
Ha fondato Tekno Books, un book packager che ha al suo attivo più di 2 000 libri pubblicati.
È stato inoltre cofondatore di Sci-Fi Channel.
Martin H. Greenberg è stato un prolifico antologista di fantascienza e anche un esperto di terrorismo e Medio Oriente.
Ha pubblicato circa 3 000 antologie di fantascienza, prima come hobby, poi come leader nel settore.
È stato amico di lunga data, collega e socio in affari di Isaac Asimov.
Ha conseguito una laurea presso l'University of Miami, un dottorato in scienze politiche presso l'University of Connecticut nel 1969, e ha insegnato presso l'Università del Wisconsin dal 1975 al 1996.
All'inizio della sua carriera è stato a volte confuso con Martin Greenberg (1918–2013), editore della Gnome Press, con il quale non aveva alcun collegamento.
Isaac Asimov gli suggerì di farsi chiamare "Martin H. Greenberg" o "Martin Harry Greenberg" per distinguerlo da altri Martin Greenberg "se si aspettava di occuparsi fruttuosamente del mondo della fantascienza ".